# Lieutenant-gouverneur du Québec
Le lieutenant-gouverneur du Québec est le représentant du monarque au Québec. Il fait partie du Parlement du Québec où il doit approuver les lois, officiellement, en sa qualité de représentant du monarque, à la tête du pouvoir législatif et de l’État québécois.
Dans la pratique, le lieutenant-gouverneur exerce surtout une fonction symbolique, proche de celle qu'exerce le gouverneur général au niveau de l'État fédéral. 
En 2023, l'Assemblée nationale du Québec s'est prononcée par un vote à l'unanimité pour l'abolition de la fonction. Cependant, la décision finale d'abolition de la fonction appartient au gouvernement fédéral.
Manon Jeannotte exerce la fonction depuis le 25 janvier 2024.

## Histoire

### Origines
Le poste de lieutenant-gouverneur du Québec est créé en 1867, en même temps que la Confédération canadienne. Cependant, la fonction s'inscrit dans une longue tradition politique ayant ses racines jusqu'en Nouvelle-France. Dans tous les cas, le gouverneur est celui qui représentait le roi dans sa colonie. Sous le régime français, de 1534 à 1763, le gouverneur de la Nouvelle-France joue ce rôle. Ensuite, sous le régime britannique, un lieutenant-gouverneur représente la Province de Québec puis la Province du Bas-Canada. Avec l'union du Bas-Canada (Québec) et du Haut-Canada (Ontario), un gouverneur général administre la Province du Canada. Avec la Confédération canadienne, la Loi constitutionnelle de 1867 prévoit qu'un gouverneur général dont la juridiction est l'ensemble du pays puisse nommer pour chacune des provinces fédérées un lieutenant-gouverneur. Même si le Canada accède à une souveraineté complète avec le Statut de Westminster de 1931, la monarchie constitutionnelle reste en vigueur et donc le poste de lieutenant-gouverneur également.

### De rôle politique à rôle protocolaire
La place qu'occupe le lieutenant-gouverneur au sein du gouvernement du Québec varie selon les époques. Jusqu'à très récemment, tous les lieutenants-gouverneurs étaient d'abord des politiciens. À titre d'exemple, Joseph-Adolphe Chapleau et Lomer Gouin sont tous deux d'anciens premiers ministres du Québec. Le poste leur est souvent accordé pour les récompenser de leur carrière politique. Étant nommé par le premier ministre du Canada (officiellement par le gouverneur général), il pouvait arriver qu'un lieutenant-gouverneur soit de l'allégeance du parti au pouvoir à Ottawa et soit un adversaire politique de celui au pouvoir à Québec. Tel est le cas de Luc Letellier de Saint-Just, un libéral, qui passe à l'histoire en remplaçant le gouvernement conservateur de Charles-Eugène Boucher de Boucherville par l'opposition libérale. Bien qu'il possède le pouvoir de le faire, cette décision lui vaudra une démission forcée. Jusqu'en 1967, le lieutenant-gouverneur possède Spencer Wood, un domaine d'environ 25 hectares où se trouvent une villa et des jardins. Il joue alors un rôle protocolaire actif en recevant plusieurs dignitaires. À titre d'exemple, le roi George VI visite le domaine en 1939.

### Époque contemporaine

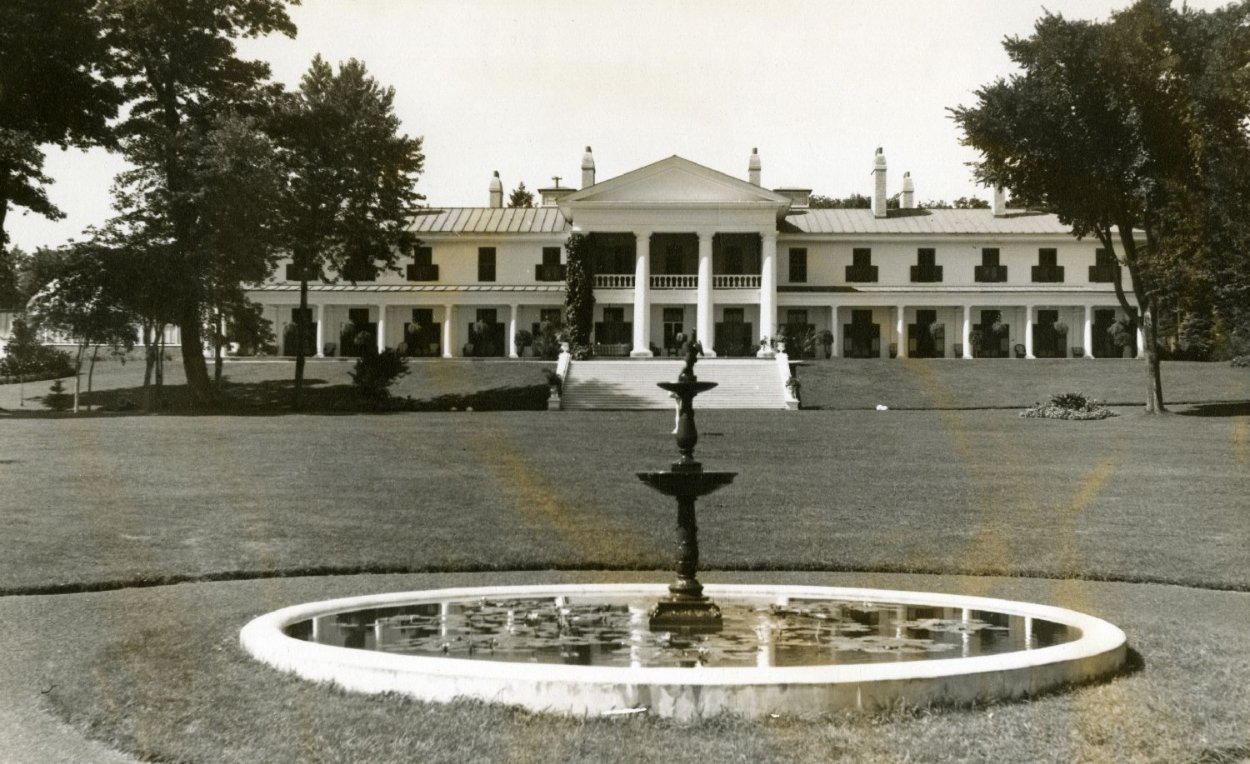
La villa du Bois de Coulonge, première résidence officielle du lieutenant-gouverneur.

Avec l'arrivée du nationalisme québécois contemporain au milieu du XXe siècle, l'attachement à la monarchie britannique est à son plus bas. En parallèle, la fonction de lieutenant-gouverneur, en tant que symbole monarchique, est graduellement discréditée. En 1950, Spencer Wood est francisé en Bois-de-Coulonge. En 1964, une visite d'Élisabeth II suscite une émeute qui sera fortement réprimée, aujourd'hui désignée samedi de la matraque. En 1966, la villa du Bois-de-Coulonge est détruite par le feu. Elle ne sera pas reconstruite, mais on déménage le lieutenant-gouverneur dans une résidence à proximité. En 1968, le gouvernement du Québec abolit le Conseil législatif. En 1997, ce même gouvernement décide de vendre la résidence officielle du lieutenant-gouverneur.
À l'aube du XXIe siècle, de plus en plus de voix s'élèvent pour réclamer l'abolition de ce poste. Des pétitions citoyennes sont déposées en ce sens à l'Assemblée nationale. La polémique s'accentue à partir de 2007, quand la lieutenante-gouverneure sortante Lise Thibault est accusée de dépenses excessives dans ses fonctions. Elle reconnaîtra finalement sa culpabilité.
En 2012, le Parti québécois dépose une motion en chambre pour abolir la fonction. Il n'obtient cependant pas l'appui nécessaire du Parti libéral du Québec et de la Coalition avenir Québec. Une motion similaire est de nouveau déposée en 2023 par Québec solidaire, conjointement avec la Coalition avenir Québec et le Parti québécois. Celle-ci est cette fois adoptée à l'unanimité, signifiant la volonté de l'Assemblée nationale « que soit abolie la fonction de lieutenant-gouverneur.»

### Rôle actuel
Dans ce contexte, le rôle public du lieutenant-gouverneur est actuellement réduit aux cérémonies d'assermentations,des députés, à la sanction des lois, à la dissolution de l'Assemblée nationale à la demande du gouvernement et à l'ouverture des législatures.
Il décerne aussi annuellement la Médaille du lieutenant-gouverneur en plus d'assumer différentes autres fonctions.
Figure méconnue de la population et attirant peu l'attention, les titulaires de ce poste jalousent leur anonymat, ne sont pratiquement jamais en contact avec la presse et font peu d'apparitions publiques.

#### Légalité des tentatives d'abolition
En réalité, toute modification de sa charge se fait en vertu de l’article 41 de la Loi constitutionnelle de 1982. Le Sénat, la Chambre des communes et l'Assemblée législative de chaque province du Canada doivent approuver ensemble d'éventuelles modifications. Il s'agit d'un processus politique très difficile à accomplir, car il y a l'exigence de l'unanimité. Ce poste ne pourrait pas être aboli par la formule de modification ordinaire de Constitution du Canada, d'après le Renvoi sur le Sénat de la Cour suprême du Canada. En outre, la disposition dérogatoire ne peut pas être utilisée pour s'opposer à l'existence du poste de lieutenant-gouverneur, car elle ne concerne que les articles 2 et 7 à 15 de la Charte canadienne, qui n'ont rien à voir avec le lieutenant-gouverneur.
Puisque le lieutenant-gouverneur est l'une des deux composantes actuelles du Parlement du Québec, avec l'Assemblée nationale, les députés ne pourraient vraisemblablement pas éliminer ce poste sans porter atteinte à la règle fondamentale de la souveraineté parlementaire. L'arrêt de principe relativement au rôle du lieutenant-gouverneur est le renvoi Referendum and Initiative Act de 1919. Dans cette décision historique, la Cour suprême a jugé qu'on ne peut pas complètement supprimer le pouvoir discrétionnaire du lieutenant-gouverneur au moyen de référendums parce que cela limiterait la souveraineté du Parlement dont le lieutenant-gouverneur est un élément essentiel.
La conséquence juridique pratique d'une abolition inconstitutionnelle du poste de lieutenant-gouverneur pourrait être de créer un vice de forme inconstitutionnel dans le mode d'adoption des lois, car l'exigence de la sanction des lois par le lieutenant-gouverneur demeure une règle de forme constitutionnelle importante. À titre d'exemple, dans le Renvoi sur les lois du Manitoba, la loi manitobaine avait comme exigence de forme que les lois soient écrites en anglais et en français, mais le législateur manitobain adoptait des lois seulement en anglais. La Cour suprême a donc prononcé une déclaration d'inconstitutionnalité sur l'ensemble des lois manitobaines en raison de cette violation d'une règle de forme importante.

## Listes des lieutenant-gouverneurs

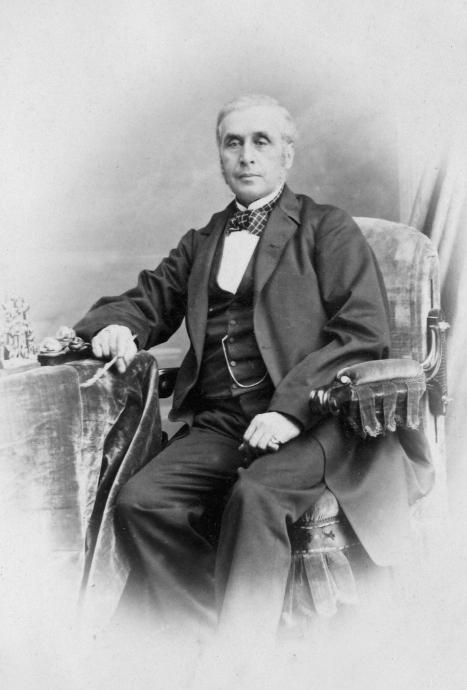
Narcisse Fortunat Belleau est le premier lieutenant-gouverneur du Québec.

|     | Nom                                  | Début             | Fin               | Durée                      |
| --- | ------------------------------------ | ----------------- | ----------------- | -------------------------- |
| 1er | Narcisse-Fortunat Belleau            | 1er juillet 1867  | 11 février 1873   | 5 ans, 7 mois et 10 jours  |
| 2e  | René-Édouard Caron                   | 11 février 1873   | 13 décembre 1876  | 3 ans, 10 mois et 2 jours  |
| 3e  | Luc Letellier de Saint-Just          | 15 décembre 1876  | 26 juillet 1879   | 2 ans, 7 mois et 11 jours  |
| 4e  | Théodore Robitaille                  | 26 juillet 1879   | 4 octobre 1884    | 5 ans, 2 mois et 8 jours   |
| 5e  | Louis François Rodrigue Masson       | 4 octobre 1884    | 4 octobre 1887    | 3 ans                      |
| 6e  | Auguste-Réal Angers                  | 4 octobre 1887    | 5 décembre 1892   | 5 ans, 2 mois et 1 jour    |
| 7e  | Joseph-Adolphe Chapleau              | 5 décembre 1892   | 20 janvier 1898   | 5 ans, 1 mois et 15 jours  |
| 8e  | Louis-Amable Jetté                   | 20 janvier 1898   | 15 septembre 1908 | 10 ans, 7 mois et 26 jours |
| 9e  | Charles-Alphonse-Pantaléon Pelletier | 15 septembre 1908 | 29 avril 1911     | 2 ans, 7 mois et 14 jours  |
| 10e | François Langelier                   | 5 mai 1911        | 8 février 1915    | 3 ans, 9 mois et 3 jours   |
| 11e | Pierre-Évariste Leblanc              | 8 février 1915    | 18 octobre 1918   | 3 ans, 8 mois et 10 jours  |
| 12e | Charles Fitzpatrick                  | 21 octobre 1918   | 31 octobre 1923   | 5 ans et 10 jours          |
| 13e | Louis-Philippe Brodeur               | 31 octobre 1923   | 1er janvier 1924  | 2 mois et 1 jour           |
| 14e | Narcisse Pérodeau                    | 8 janvier 1924    | 31 décembre 1928  | 4 ans, 11 mois et 23 jours |
| 15e | Lomer Gouin                          | 31 décembre 1928  | 28 mars 1929      | 2 mois et 25 jours         |
| 16e | Henry George Carroll                 | 2 avril 1929      | 29 avril 1934     | 5 ans et 27 jours          |
| 17e | Ésioff-Léon Patenaude                | 29 avril 1934     | 30 décembre 1939  | 5 ans, 8 mois et 1 jour    |
| 18e | Eugène Fiset                         | 30 décembre 1939  | 3 octobre 1950    | 10 ans, 9 mois et 3 jours  |
| 19e | Gaspard Fauteux                      | 3 octobre 1950    | 14 février 1958   | 7 ans, 4 mois et 11 jours  |
| 20e | Onésime Gagnon                       | 14 février 1958   | 30 septembre 1961 | 3 ans, 7 mois et 16 jours  |
| 21e | Paul Comtois                         | 12 octobre 1961   | 21 février 1966   | 4 ans, 4 mois et 9 jours   |
| 22e | Hugues Lapointe                      | 22 février 1966   | 27 avril 1978     | 12 ans, 2 mois et 5 jours  |
| 23e | Jean-Pierre Côté                     | 27 avril 1978     | 28 mars 1984      | 5 ans, 11 mois et 1 jour   |
| 24e | Gilles Lamontagne                    | 28 mars 1984      | 9 août 1990       | 6 ans, 4 mois et 12 jours  |
| 25e | Martial Asselin                      | 9 août 1990       | 8 août 1996       | 5 ans, 11 mois et 30 jours |
| 26e | Jean-Louis Roux                      | 8 août 1996       | 5 novembre 1996   | 2 mois et 28 jours         |
| 27e | Lise Thibault                        | 30 janvier 1997   | 7 juin 2007       | 10 ans, 4 mois et 8 jours  |
| 28e | Pierre Duchesne                      | 7 juin 2007       | 24 septembre 2015 | 8 ans, 3 mois et 17 jours  |
| 29e | Michel Doyon                         | 24 septembre 2015 | 25 janvier 2024   | 8 ans, 4 mois et 1 jour    |
| 30e | Manon Jeannotte                      | 25 janvier 2024   | en fonction       | 1 an, 4 mois et 10 jours   |

## Fonctions

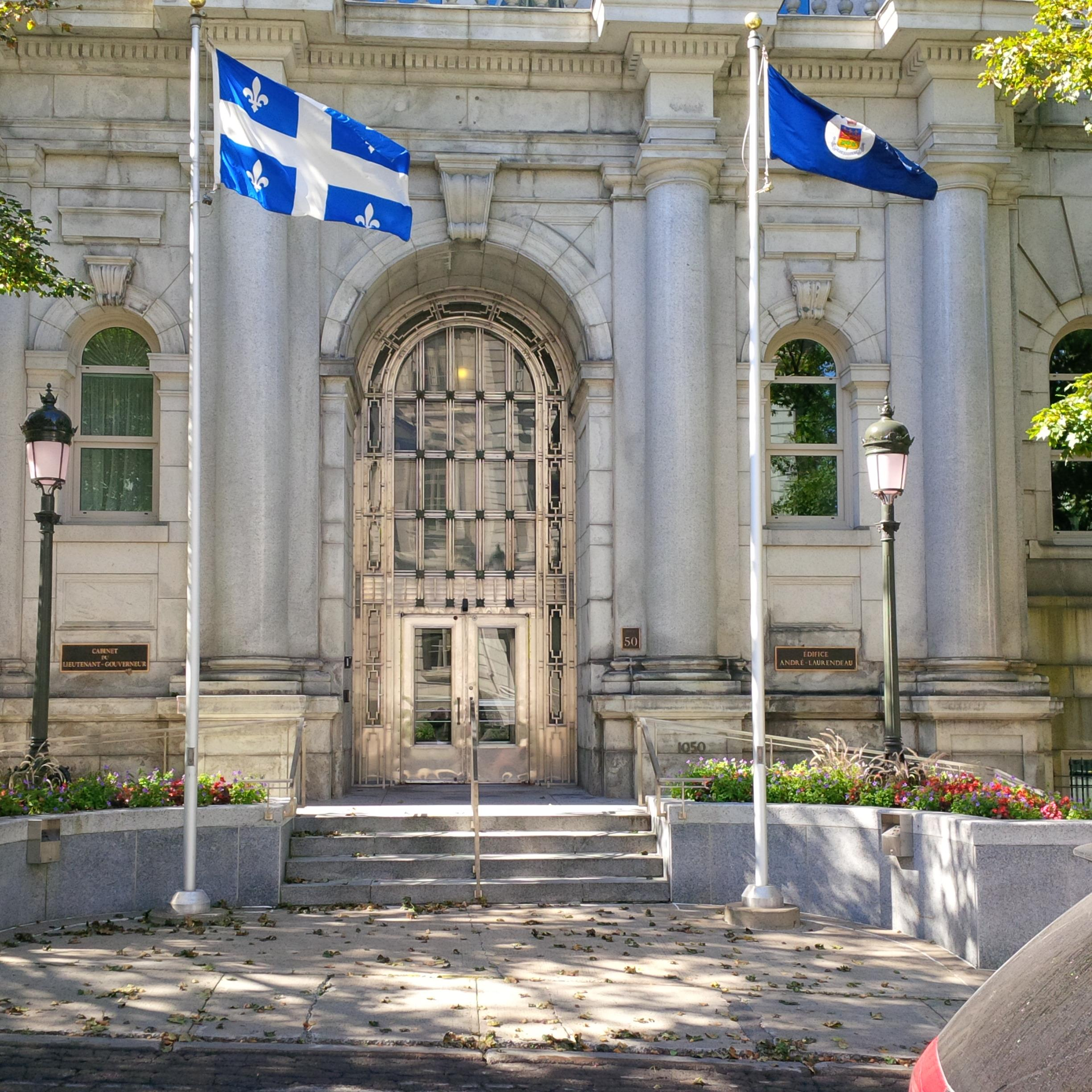
Entrée du cabinet du lieutenant-gouverneur, à Québec.

Le lieutenant-gouverneur du Québec est nommé par le gouverneur général du Canada sur recommandation du premier ministre du Canada. Il représente le monarque canadien au Québec et exerce en son nom ses fonctions dans la province. La durée de son mandat est indéterminée et il ne peut être révoqué durant les cinq premières années suivant sa nomination à moins qu'il n'y ait une cause le justifiant. Il n'y a ainsi pas de plafond limitant le nombre de mandats qu'un lieutenant-gouverneur peut faire. En cas de vacance du titre, le juge en chef du Québec assume de façon intérimaire les fonctions de lieutenant-gouverneur.
Le lieutenant-gouverneur du Québec assume trois fonctions :
- fonctions constitutionnelles
- fonctions protocolaires
- fonctions communautaires

### Fonctions constitutionnelles
Les principales fonctions constitutionnelles du lieutenant-gouverneur du Québec sont:

#### Au niveau exécutif
- Nomination du premier ministre, qui est par tradition le chef du parti politique bénéficiant de la confiance de la majorité des députés de l'Assemblée nationale
- Nomination des ministres, sur recommandation du premier ministre
- Ratification des décrets pris par le Conseil des ministres

#### Au niveau législatif
- Convocation de l’Assemblée nationale
- Lecture du discours d’ouverture d’une session parlementaire
- Sanction des projets de loi adoptés par l’Assemblée nationale
- Prorogation d’une session parlementaire
- Dissolution de l’Assemblée nationale
- Convocation des élections générales

### Fonctions protocolaires
Le lieutenant-gouverneur du Québec assume certaines fonctions protocolaires:
- Accueille les membres de la famille royale à leur arrivée et les salue à leur départ
- Reçoit les membres du corps diplomatique lors de leur passage au Québec
- Préside des cérémonies officielles relatives à:
  - La remise de médailles commémoratives de la Chancellerie
  - La remise de médailles pour services distingués (policiers, pompiers et urgence médicale)
  - L’investiture, à titre de vice-prieur de l’Ordre de Saint-Jean[16]
  - La remise de la Médaille du Lieutenant-gouverneur
- Participe à des évènements militaires et civils
- Participe à des activités culturelles

### Fonctions communautaires
Le lieutenant-gouverneur du Québec assume aussi des fonctions communautaires en soutenant trois principales causes :
- caritatives
- éducationnelles
- sociales

## Emblème
Les lieutenants-gouverneurs disposent chacun d'armoiries personnelles réalisées par l'Autorité héraldique du Canada après leur nomination. La fonction est également représentée par les armoiries du Québec ainsi qu'un drapeau :

Le drapeau du lieutenant-gouverneur du Québec (1870–1939).
Le drapeau du lieutenant-gouverneur du Québec (1939–1952).
Le drapeau du lieutenant-gouverneur du Québec (1952-présent).

## Dépenses
Les dépenses du lieutenant-gouverneur du Québec, au niveau fédéral, sont, pour la période 2017-2018  :
- déplacements et hébergement : 13 066 $
- frais d'accueil : 6 782 $
- dépenses opérationnelles et administratives : 56 351 $
- dépenses totales : 76 199 $

## Hommages
- L'allée des Gouverneurs a été nommée en l'honneur des lieutenants-gouverneurs, en 2006, dans la ville de Québec[19].
- L'avenue des Gouverneurs a été nommée pour la même raison, en 1947, dans l'ancienne ville de Sillery, maintenant présent dans la ville de Québec[19].
- Le jardin des Gouverneurs a été nommé pour la même raison, en 1970, dans la ville de Québec[19].
- La promenade des Gouverneurs a été nommée pour la même raison, en 1960, dans la ville de Québec[19]. Une plaque commémorative est présente sur la Terrasse Dufferin.